# Phạm Cao Củng
Phạm Cao Củng (1913–2012) là nhà văn chuyên viết truyện trinh thám, nổi tiếng trước năm 1945. Ông được xem là "Vua truyện trinh thám Việt Nam" và cũng được coi là người viết truyện trinh thám đầu tiên của Việt Nam. Giới văn học xem ông là tác giả đầu tiên đã cắm cột mốc cho thể loại tiểu thuyết trinh thám Việt Nam, mở đầu cho sự phát triển của thể loại này ở những giai đoạn kế tiếp.

## Sự nghiệp
Phạm Cao Củng sinh năm 1913 tại Nam Định (có tài liệu ghi ông sinh năm 1912 và là người Thái Bình).
Ông là con trai út trong một gia đình nhà Nho ở Nam Định. Cha của ông là Cụ Kép Phạm Cao Bạt, em vợ của Trần Tế Xương, nhà thơ trào lộng nổi tiếng Thành Nam.
Ông không học hành gì nhiều, chỉ học hết 4 năm Thành Chung rồi vào nội trú Trường Kỹ nghệ thực hành ở Hải Phòng được một năm đã bỏ học ra đời kiếm sống.
Năm 1931 Phạm Cao Củng cùng người bạn đồng môn Lê Tràng Kiều phối hợp in tập truyện ngắn đầu tay "Hang gió".
Ông khởi nghiệp sự nghiệp của mình bằng cách viết truyện trinh thám, kiếm hiệp, mạo hiểm kỳ tình,... cho Nhà xuất bản Mai Lĩnh (Hải Phòng) với các bút danh Văn Tuyền, Trần Lang, Phương Trì và cho các báo Loa, Phong Hóa, Ngày Nay,... ký tên là Phạm Cao Củng, Phạm Thị Cả Mốc, Án Cao,... Ông cũng được xem là nhà văn viết sách series đầu tiên ở Việt Nam. Tác phẩm kiếm hiệp "Lục kiếm đồng" của ông được đánh giá cao, "... ăn khách hơn cả những bộ kiếm hiệp Tàu"
Năm 1936, khi học Trường Kỹ nghệ thực hành Hải Phòng, Phạm Cao Củng cho in truyện Vết tay trên trần, khoảng 100 trang. Có thể coi đây là cuốn tiểu thuyết trinh thám đầu tiên của văn học hiện đại.
Ông cũng có thời gian làm công an, phản gián tình báo cho Việt Minh. Do nghề viết văn, viết báo và chuyên về thể loại trinh thám nên ông đã được ngành công an non trẻ của nước Việt Nam Dân chủ Cộng hòa ngày ấy mời làm chuyên viên, giảng viên cho ngành. Đây cũng là những tháng năm buồn vui, thăng trầm hết sức bất ngờ với ông.
Không chỉ viết truyện trinh thám, Phạm Cao Củng còn viết tiểu thuyết kiếm hiệp và mạo hiểm kỳ tình. Nhà văn đã từng dịch truyện kiếm hiệp Tàu. Ông thích viết những đề tài "đặc biệt khác lạ".
Năm 1954, ông di cư vào Sài Gòn. Trong thời gian đầu, ông cộng tác với báo Bé ngôn bé luận, rồi báo Chính luận. Sau đó ông chuyển sang chăn nuôi gà và chim cút ở quận Gò Vấp. Ông còn mở và làm việc chung với con gái và con rể ở một tiệm chụp hình trên đường Nguyễn Đình Chiểu, quận 3, Sài Gòn.
Năm 1974, Phạm Cao Củng sang Hoa Kỳ chơi với gia đình một người con gái, là con của người vợ thứ hai của ông.
Năm 1975, ông bị kẹt không về nước được, sau này ông đã có về Việt Nam mấy lần, lần cuối cùng ông về nước là năm 2004.
Nhà văn Phạm Cao Củng mất ngày 17 tháng 12 năm 2012, tại Florida, hưởng thọ 100 tuổi.

## Gia đình
Ông có ba người vợ. Người vợ đầu tiên là con gái đầu lòng một gia đình dòng dõi khoa bảng họ Phạm ở làng Vẽ, tức làng Đông Ngạc, huyện Từ Liêm, Hà Nội. Bà cũng làm báo Học Sinh với ông, lấy bút hiệu là Trường Nga. Bà mất năm 1946. Không có nhiều thông tin về người vợ thứ hai của nhà văn, chỉ biết bà là người Hà Đông, trước đây từng bán vải ở chợ Hà Đông. Cả hai bà cùng sống rất hoà thuận, không hề cãi cọ nhau. Người vợ thứ ba của ông là một người thông thạo tiếng Pháp. Bà đã chung lưng đấu cật cùng ông làm báo, ra sách và bầu bạn với ông trong những năm xa quê hương. Bà cũng đã mất trước ông tại Mỹ.
Nhà nghiên cứu, dịch giả Giáo sư Phạm Tú Châu là cháu gái ruột của nhà văn Phạm Cao Củng.

## Tác phẩm
"Khi nhìn lại sự nghiệp của mình, ông tự nhận "chỉ là một anh thợ viết không hơn không kém". Có lẽ do quan niệm như vậy, ông không hề lưu trữ tác phẩm và cũng không còn nhớ rõ mình đã viết những gì, nên càng khó khăn cho những ai muốn tìm hiểu đầy đủ về ông."_ Báo Đà Nẵng.
Một số tác phẩm tiêu biểu của ông được nhiều người biết đến:
- Lục kiếm đồng[15] (bút danh Văn Tuyền)
- Vết tay trên trần (1936)
- Kho tàng họ Đặng (1937)
- Chiếc tất nhuộm bùn (1938)
- Ba viên ngọc bích (1938)
- Người một mắt (1940),
- Kỳ Phát giết người (1941),
- Nhà sư thọt (1941),
- Đôi hoa tai của bà Chúa (1942),
- Đám cưới Kỳ Phát (1942)
- Bàn tay sáu ngón,
- Hai người lên máy chém (1950),
- Người chó sói (1950),
- Vụ án mạng thứ sáu (1950),
- Tiếng giầy trong sương mù (1951),
- Chiếc gối đẫm máu (1951)[1].

Năm 1940, nhạc sĩ Đặng Thế Phong từng sáng tác ca khúc Gắng bước lên chùa với phần lời (thơ) của Phạm Cao Củng .

## Đánh giá
- "Cái đặc biệt mà người ta thấy ở tiểu thuyết trinh thám Phạm Cao Củng là những nhân vật và khung cảnh do ông sáng tạo đều có tính chất Việt Nam, hợp với trình độ người Việt Nam ta hiện thời, không như mấy nhà tiểu thuyết trinh thám khác đi nhặt những mẩu chuyện ly kỳ của Tây phương rồi cố gò ép vào những khung cảnh lai Việt, lai Pháp... Nếu xét truyện trinh thám của Phạm Cao Củng trong phạm vi tương đối, người ta thấy đến nay ở nước ta, trong loại này, tiểu thuyết của Phạm Cao Củng vẫn là những tiểu thuyết khá hơn cả"._Trích trong "Nhà văn hiện đại" của Vũ Ngọc Phan xuất bản năm 1943 [6][8].
- "Người đầu tiên có công thử nghiệm việc bản địa hóa tiểu thuyết trinh thám phương Tây thì chỉ có một mình Phạm Cao Củng. Thế nhưng bấy nay trên diễn đàn văn học VN hiện đại... tác giả này lại bị bỏ quên và chỉ gần đây mới được nói tới trong bộ Từ điển văn học mới xuất bản." – PGS, TS Phạm Tú Châu[1].

## Câu nói
- "Sự thực, viết truyện trinh thám ở nước ta rất khó, vì dân ta vốn tính bình dị, ngay trong xã hội ít thấy xảy ra những vụ trộm hay án mạng khả dĩ có thể gọi là ly kỳ, bí mật. Phần lớn dân ta chưa hề trông thấy chính mắt một khẩu súng lục bao giờ, hiểu biết rất ít về cơ khí và hóa học, lại rất hiếm ai có được một chiếc xe hơi riêng của mình. Vì thế cho nên những vai chính trong truyện trinh thám Việt Nam chẳng thể mỗi lúc giơ được khẩu súng lục ra hay bắn nhau, không thể có được những nhà hầm có cơ quan bí mật hay luôn luôn nhảy lên xe hơi theo dõi quân gian như ở trong nhiều truyện trinh thám Âu Tây. Chính vì thế mà luôn luôn tôi chỉ ao ước viết được những truyện trinh thám mà việc rất có thể xảy ra được trong xã hội Việt Nam, và vai chính cần phải có được những tính cách hoàn toàn Việt Nam"[1]
- "Khi tôi tạm ngưng không ghi chép thêm vào tập hồi ký này là ngày 31-2-1999. Thân già lọm khọm tự mình đánh máy lấy, trên máy vi tính thường bị lẫn lộn, lại vì quên khuấy không nhớ trước đã kể rồi, kể thêm lần nữa, rất mong những ai đọc hồi ký đừng cười..." – Trích tập Hồi ký Phạm Cao Củng (Nhã Nam và Nhà xuất bản Hội Nhà văn ấn hành năm 2012) [7] (Tác giả viết kể lại cuộc sống trải dài và kết thúc hồi ký lúc ông 85 tuổi).